# هیرودیس آنتیپاس
هیرودیس آنتیپاس (به انگلیسی: Herod Antipater؛ یونانی: Ἡρῴδης Ἀντίπατρος با تلفظ: Hērǭdēs Antipatros; تولد: قبل از ۲۰ پیش از میلاد - درگذشت: پس از ۳۹ میلادی) شناخته شده با نام آنتیپاس حاکم سده نخست میلادی جلیل و بیریه بود که با عنوان «حاکم استاندار» شهرت دارد. عبارتی که اشاره به هر دو به عنوان «هرودیس استاندار» و «پادشاه هیرودیس» در کتاب مقدس مسیحیان دارد. گر چه او هرگز پادشاه نبود. او برای گزارش عهد جدید از نقش او در وقایعی که منجر به اعدام یحیی و عیسی شد شناخته شده است.

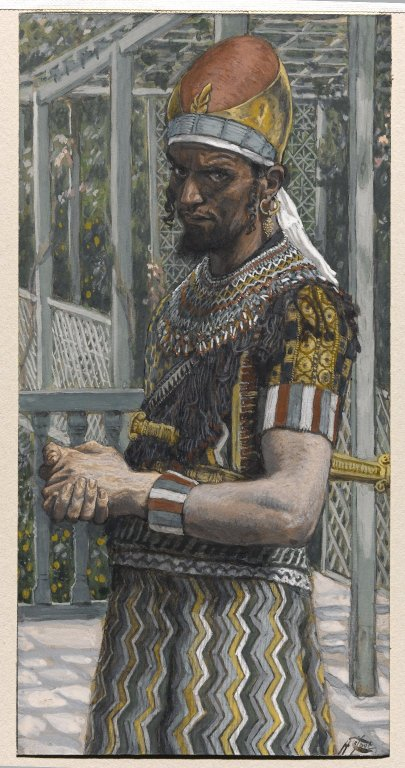
هیرودیس اثر نقاش و تصویرگر انجیل جیمز تیسوت در موزه بروکلین